# Kabuye
Kabuye är ett vattendrag i Burundi.   Det ligger i provinsen Makamba, i den södra delen av landet, 120 kilometer söder om huvudstaden Bujumbura.
Omgivningarna runt Kabuye är en mosaik av jordbruksmark och naturlig växtlighet. Runt Kabuye är det ganska tätbefolkat, med 108 invånare per kvadratkilometer.